# Stadtgalerie Heilbronn
Die Stadtgalerie ist ein Einkaufszentrum, das am 5. März 2008 in der Heilbronner Innenstadt eröffnet wurde.

## Projekt
Die Errichtung der Stadtgalerie gehörte zu einer Gestaltungsoffensive Heilbronns, um die Position der Stadt als Oberzentrum des Regionalverbands Heilbronn-Franken zu festigen und sich „der Konkurrenz auf der grünen Wiese und in den umliegenden Städten zu stellen“. Das Einkaufszentrum ist direkt an die Innenstadt angeschlossen und verfügt somit über eine sogenannte 1A-Lage. 

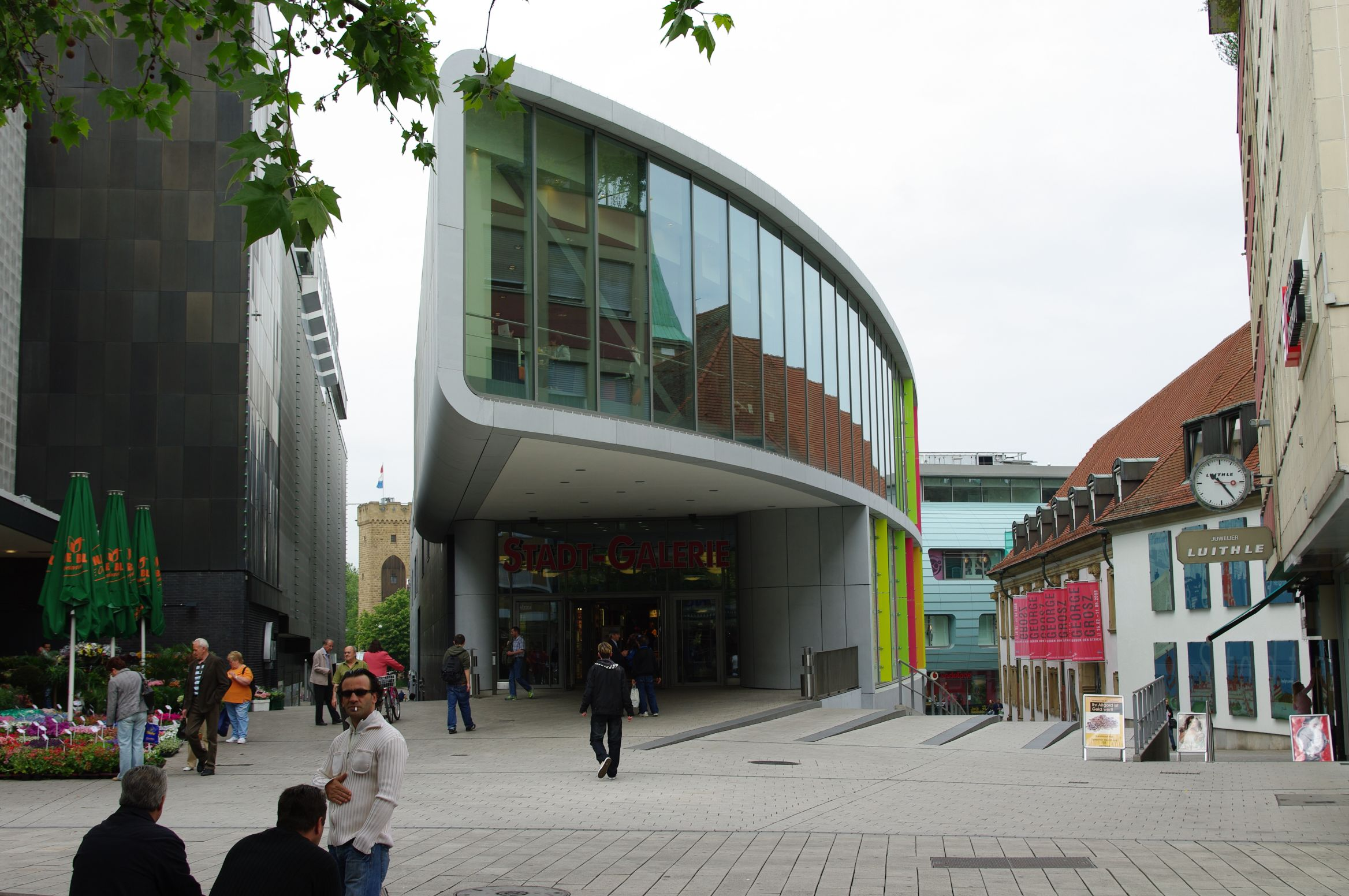
Einbindung in die Fußgängerzone

Die Stadtgalerie wurde als Erweiterung der Fußgängerzone auf einem nach dem Zweiten Weltkrieg wechselnd gewerblich genutzten, lange Zeit aber auch brachliegenden Gelände westlich der Fleiner Straße geplant. Ein Kontrast zu der umliegenden, teils historischen und teils aus der Nachkriegszeit stammenden Bebauung war mit der modernen Gestaltung der Stadtgalerie gewollt.
Die Stadt Heilbronn veräußerte für 14 Millionen Euro das Grundstück an die ECE Group.
Insgesamt dauerte die Fertigstellung des Gebäudes knapp zwei Jahre. Die Kosten des Projekts beliefen sich auf ca. 100 Millionen Euro. Die Stadt Heilbronn wertet die Stadtgalerie als Zugewinn für die komplette Innenstadt.

## Beschreibung
In der Stadtgalerie befinden sich insgesamt 13.000 m² Verkaufsfläche auf drei Ebenen. Der Branchenmix der 75 Geschäfte wird dominiert von Mode, außerdem gibt es neben Angeboten aus Bereichen wie Schuhe und Leder, Hartwaren oder Gesundheit einige gastronomische Einrichtungen. Im Einkaufscenter arbeiten etwa 500 Angestellte. Das gesamte Einzugsgebiet des Centers wird auf 647.264 Einwohner beziffert. Der Betreiber des Centers, ECE Projektmanagement, prognostizierte eine Besucherzahl von 20.000 pro Tag, die tatsächliche Zahl liegt bei etwa 18.550 (Stand: Oktober 2015).

## Kritik

### Verkehr, einseitige Kaufkraftlenkung, Identitätsverlust

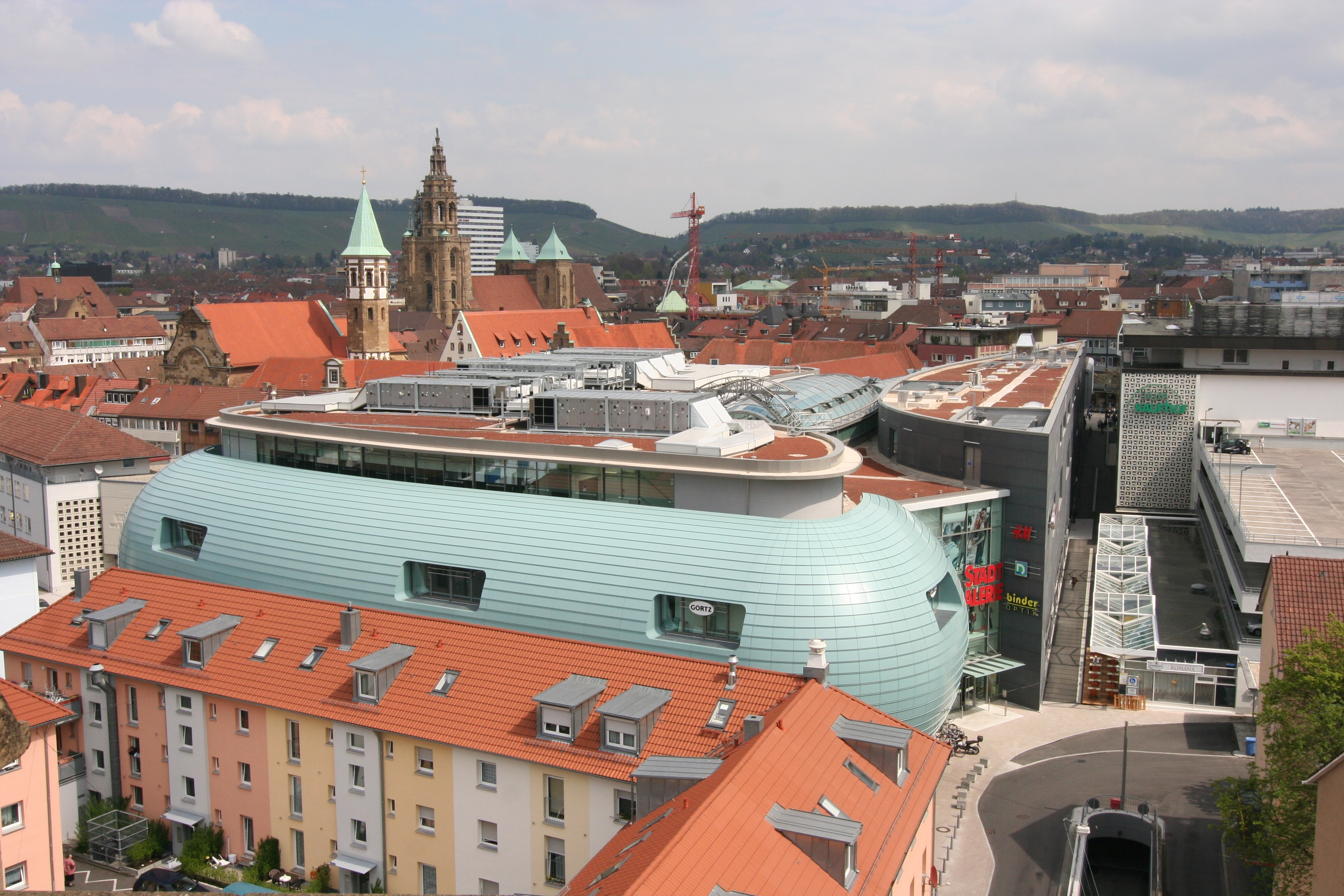
Kritik: Massive Bebauung des Standortes

Im Zuge der Planungen der Stadtgalerie gründete sich 2004 eine Bürgerinitiative „Gegen das ECE-Center auf dem Landerer-Areal – für Klosterhof“. Diese überreichte am 5. August des Jahres eine Liste mit über 10.000 Unterschriften an Oberbürgermeister Helmut Himmelsbach. Kritisiert wurden unter anderem die massive Bebauung des Stadtgalerie-Standortes, eine einseitige Kaufkraftlenkung in die südliche City und die Austauschbarkeit von Einkaufscentern generell, die den Städten ihre Authentizität und Identität nähmen. Des Weiteren wurde das geplante Verkehrskonzept als „Kollaps für die Innenstadt“ bewertet. Der Stadt wurde vorgeworfen, ihr Versprechen des „ruhigen Wohnens“ den Anwohnern gegenüber nicht halten zu können, da der frühmorgendliche Anliefer- sowie der Kundenverkehr die Lebensqualität beeinträchtigen würden. Nachdem die Baumaßnahmen für die Stadtgalerie bereits begonnen hatten, untermauerte die Initiative den letztgenannten Punkt mit einem Verkehrsgutachten, dessen Fazit lautete, „dass der Heilbronner Gemeinderat von falschen Voraussetzungen ausging als der den ECE-Bebauungsplan beschloss.“ Neuen Berechnungen zufolge war mit einem weitaus größeren Verkehrsaufkommen durch das Einkaufszentrum zu rechnen als ursprünglich angekündigt. Eine im Jahre 2006 eingereichte Petition wurde vom Landtag in Stuttgart abgelehnt.

### Probleme der Händler
Innerhalb der ersten Jahre nach Eröffnung der Stadtgalerie mussten einige Mieter Insolvenz anmelden, da die Verkaufszahlen stark unter der Prognose lagen. Nur ein paar Monate nach Bestehen des Einkaufszentrums schloss eine Apotheke, es folgten zahlreiche andere Geschäfte. Außerdem kam es zu etlichen Inhaberwechseln innerhalb von Filialbetrieben. Gleichwohl kam es dadurch zu keinem Leerstand, freigewordene Ladenflächen fanden rasch Nachmieter.